# 黃天福 (歌仔戲)
黃天福，中國歌仔戲演員，工生行，2006年6月27日到2007年6月12日間擔任中國廈門市歌仔戲劇團團長，現在是廈門市人民政府文化局社會文化處副處長。
與韓劍英合作執導的歌仔戲現代戲《邵江海》2007年得到中華人民共和國文化部第12屆文華獎的單項獎文華導演獎。
愛人李秀華是歌仔戲旦行演員。